# Телль-эль-Хаммам
Телль-эль-Хаммам (араб. تل الحمام‎) — холм (телль), место археологических раскопок поселения среднего бронзового века (1800—1550 гг. до н. э.) в южной Иорданской долине, к северо-востоку от Мёртвого моря, в Иордании. Расположен в 22 км восточнее древнего Иерихона.
Поселение непрерывно существовало со времён энеолита (около 4700 года до н. э.). Город был заброшен около 1550 года до н. э. К моменту исчезновения он был одним из крупнейших городов Палестины, крупнее были только Тель-Хацор и Ашкелон. Позднее его территория входила в состав более крупного города Ливиас (городище Телль-эль-Раме), который существовал во времена Римской империи, Византии и в раннеисламский период.

## Гипотеза о метеоритном разрушении
Согласно гипотезе Банча и его соавторов, город был разрушен огнём и ударной волной примерно в 1650 году до н. э. из-за взрыва в воздухе ледяного астероида или гигантского метеорита. Механизм катастрофы подобен Тунгусскому метеориту 1908 года, мощность взрыва составляла по меньшей мере 10 мегатонн в тротиловом эквиваленте, что превышает мощность атомного взрыва в Хиросиме 1945 года в тысячу раз. По мнению исследователей, температура при катастрофе превышала 2000 °C, скелеты сильно фрагментированы и содержат частицы расплавленного песка. Также были обнаружены частицы минералов ударного происхождения — импактного кварца, диамандоидов и сферул — крошечных шариков расплавленного материала, состоящих из смеси испаренного железа и песка, а также оплавленные кристаллы высокотемпературных минералов. Кроме того, повышенное содержание платины, иридия, никеля, хрома, золота и серебра, которые редко встречаются в земных породах, но которые содержатся в космических телах.
Авторы исследования весьма осторожно высказались о возможном соответствии места ветхозаветным городам Содому и Гоморре.
Критики гипотезы указывают на следующие факты:
- не только Телль-эль-Хаммам, но и ряд других городов среднего бронзового века были заброшены примерно в то же время, то есть его случай не был уникальным.
- предположительное время запустения города не согласуется с библейской хронологией в привязке к другим событиям, упомянутым до и после разрушения Содома и Гоморры[4][5][6].

## Археология
Археологические раскопки с 2006 года проводит группа учёных из аккредитованного христианского Veritas International University в Санта-Ане в штате Калифорнии, неаккредитованного евангельского христианского Юго-Западного университета Тринити в Альбукерке в штате Нью-Мексико, под эгидой департамента древностей Иордании, под руководством декана колледжа археологии и библейской истории при Юго-Западном университете Тринити Стивена Коллинза. В раскопках принимают участие аспиранты и докторанты, а также большое количество добровольцев со всей Северной и Южной Америки, Европы, Африки, Азии, Австралии, Новой Зеландии и стран Ближнего Востока.